# Ophioscolex serratus
Ophioscolex serratus is een slangster uit de familie Ophiomyxidae.
De wetenschappelijke naam van de soort werd in 1900 gepubliceerd door Hubert Lyman Clark.